# Peribaea timida
Peribaea timida là một loài ruồi trong họ Tachinidae.